# Averrhoa

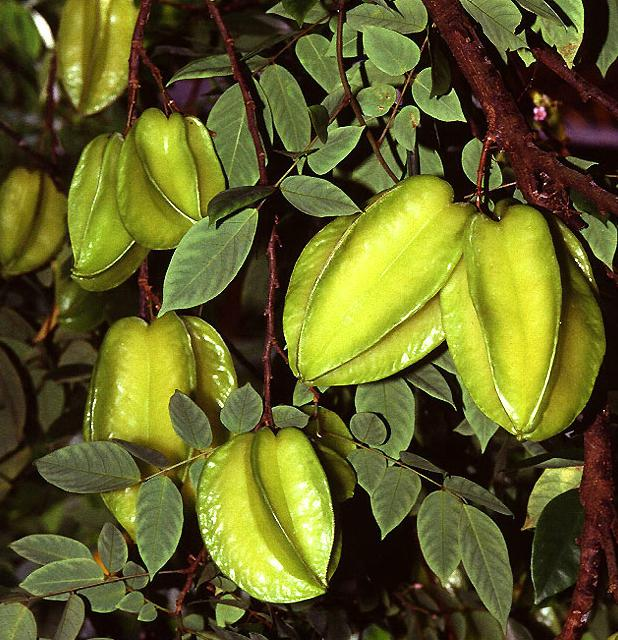

Averrhoa (укр. Аверроа) — рід дерев'янистих рослин родини квасеницеві (Oxalidaceae).

## Ботанічний опис
Чагарник. Листки перисті. Квітки зібрані у волоть, пурпурові, чашечка п'ятилистна, віночок п'ятпелюстковий, зав'язь п'ятигранна. Плід яйцеподібний, з глибокими борозенками, містить насіння та кислу м'якоть.

## Види
Рід Аверроа налічує 5 видів:
- Averrhoa bilimbi L. — Білімбітиповий
- Averrhoa carambola L. — Карамбола
- Averrhoa dolichocarpa Rugayah & Sunarti
- Averrhoa leucopetala Rugayah & Sunarti
- Averrhoa microphylla Tardieu